# Clermont, Indiana
Clermont är en ort i Marion County i delstaten Indiana, USA.